# Undeclared
Undeclared (Primer año en Hispanoamérica y Vida universitaria en España) es una serie norteamericana emitida por la cadena Fox durante las temporadas 2001 y 2002, con un total de 17 episodios, creada por Judd Apatow, productor de la clásica Freaks and Geeks. Trata sobre las situaciones amorosas, cómicas y dramáticas de un grupo de estudiantes de primer año dentro de la ficticia universidad de California del noroeste. La serie toma su nombre de los alumnos de primero que aún no han "declarado" su especialidad.
Fue cancelada por la Fox en el 2002 debido a sus bajos niveles de audiencia, aunque muchos consideraban que prometía bastante.
La serie contó con estrellas invitadas y cameos como Ben Stiller, Adam Sandler o Will Ferrell, entre otros.

## Personajes Principales
- Steve Jay Baruchel: es el protagonista de la serie. Un chico que en el instituto era un empollón y que ahora en la universidad quiere dejar eso atrás y disfrutar. Algo que consigue a medias ya que su padre recién divorciado aparecerá más de lo deseado por el campus.

- Lizzie Carla Gallo: chica de la que se enamora Steve. Lleva mucho tiempo con un novio mayor que ella, y ahora en la universidad se plantea si quiere continuar con esa relación o disfrutar de la época universitaria soltera.

- Lloyd Charlie Hunnam: es el típico guaperas y el que se lleva a todas la chicas. A pesar de eso, es un buen amigo que siempre está dispuesto a ayudar. Es de nacionalidad inglesa.

- Rachel Monica Keena: la otra chica del grupo. Al principio de llegar al campus lo pasa mal, pero luego no tarda mucho en hacerse a ello.

- Ron Seth Rogen: compañero de Steve y Lloyd. Amigo fiel y bromista.

- Marshall Timm Sharp el último del grupo. Se quiere especializar en música, algo que sus padres no les gusta. Está enamorado de Rachel e intentará acercarse lo más a ella.

- Hal Loudon Wainwright III: es el padre de Steve. Al estar recién divorciado se siente solo y visitará a menudo a su hijo. Algo que a Steve no le hace ninguna gracia (como es normal) a pesar de que a sus amigos les parezca divertido.

- Datos: Q463655